# Blackstone Motor Company
Blackstone Motor Company war ein US-amerikanischer Hersteller von Automobilen.

## Unternehmensgeschichte
M. L. Rogers, L. L. Irwin und Harry W. Davis gründeten 1916 das Unternehmen. Der Sitz war in Chicago und das Werk in Momence, beides in Illinois. Die Fahrzeuge wurden als Blackstone vermarktet. Ende 1916 endete die Produktion, als das Unternehmen aufgelöst wurde.

## Fahrzeuge
Die Fahrzeuge bestanden aus vielen zugekauften Teilen. Der Neupreis betrug 845 US-Dollar. Zum Vergleich: Ein Ford Modell T kostete Anfang 1916 als Limousine 740 Dollar.